# Rosenaustadion
A Rosenaustadion egy labdarúgó-stadion Németországban, Augsburg városában. Ez a város legnagyobb stadionja. Maximum 28 000 néző fér el egy labdarúgó mérkőzésen. Épült 1949-1951. Felújítva 2007-ben. 2009-ben bezárták, az FC Augsburg az új SGL arena-t használja ezóta.

## Fordítás
Ez a szócikk részben vagy egészben  a   Rosenaustadion című angol Wikipédia-szócikk fordításán alapul.  Az eredeti cikk szerkesztőit annak laptörténete sorolja fel. Ez a jelzés csupán a megfogalmazás eredetét és a szerzői jogokat jelzi, nem szolgál a cikkben szereplő információk forrásmegjelöléseként.